# دهلق (مقاطعة فامنين)
دهلق (بالفارسية: دهلق) هي قرية تقع في قسم مفتح الريفي (مقاطعة فامنين) في إيران. يقدر عدد سكانها بـ 1,098 نسمة .